# Orange Pi

Fiag.1 Orange Pi Mini 2

Orange Pi és una família d'ordinador monoplaca o SBC (acrònim en anglès de Single-Board Computer) de baix cost i de la mida d'una targeta de crèdit desenvolupat a la Xina per l'empresa Shenzhen SINOVOIP Co.,Ltd. L'objectiu d'Orange Pi és estimular l'ensenyança de les ciències de la computació, per exemple amb el llenguatge Scratch. El disseny del maquinari està influenciat per altres SBC com Raspberry Pi i Banana Pi. El programari d'Orange Pi és compatible amb els circuits Raspberry Pi i poden corre els sistemes operatius NetBSD, Android, Ubuntu, Debian, Arch Linux i Raspbian. Els circuits Orange Pi són de codi obert (tant el programari com el maquinari) i tenen el web http://www.orangepi.org/

## Sistemes operatius disponibles
| Sistema operatiu | Versió | Kernel Linux          |
| ---------------- | ------ | --------------------- |
| Armbian          | 5.10   | Debian jessie 3.4.112 |
| Debian           |        | Jessie Mini           |
| Fedora           | 22     | LXDE i MATE           |
| Kali             | 2.0    | Xfce                  |
| Lubuntu          |        | VIVID i MATE          |
| Android Lobo     | 4.4.2  |                       |
| Android H3       |        |                       |

## Característiques tècniques
| Orange Pi                       | Zero | One | Lite | PC | PC Plus | Mini 2 | 2 | Plus | Plus2 | Plus 2E | Prime | WinPlus | Win Plus |
| ------------------------------- | --- | --- | --- | --- | --- | --- | --- | --- | --- | --- | --- | --- | --- |
| CPU                             | Allwinner H2 Quad-core Cortex-A7 | Allwinner H3 Quad-core Cortex-A7 | Allwinner H3 Quad-core Cortex-A7 | Allwinner H3 Quad-core Cortex-A7 | Allwinner H3 Quad-core Cortex-A7 | Allwinner H3 Quad-core Cortex-A7 | Allwinner H3 Quad-core Cortex-A7 | Allwinner H3 Quad-core Cortex-A7 | Allwinner H3 Quad-core Cortex-A7 | Allwinner H3 Quad-core Cortex-A7 | Allwinner H5 Quad-core Cortex-A53 | Allwinner A64 Quad-core Cortex-A53 64bit | Allwinner A64 Quad-core Cortex-A53 64bit |
| CPU                             | @ 600MHz | @ 1.2 Ghz | @ 1.2 Ghz | @ 1.6 Ghz | @ 1.6 Ghz | @ 1.6 Ghz | @ 1.6 Ghz | @ 1.6 Ghz | @ 1.6 Ghz | @ 1.6 Ghz | — | — | — |
| GPU                             | Mali400MP2 GPU @600MHz Suporta OpenGL ES 2.0 | Mali400MP2 GPU @600MHz H.265/HEVC 4K Suporta OpenGL ES 2.0 | Mali400MP2 GPU @600MHz H.265/HEVC 4K Suporta OpenGL ES 2.0 | Mali400MP2 GPU @600MHz H.265/HEVC 4K Suporta OpenGL ES 2.0 | Mali400MP2 GPU @600MHz H.265/HEVC 4K Suporta OpenGL ES 2.0 | Mali400MP2 GPU @600MHz H.265/HEVC 4K Suporta OpenGL ES 2.0 | Mali400MP2 GPU @600MHz H.265/HEVC 4K Suporta OpenGL ES 2.0 | Mali400MP2 GPU @600MHz H.265/HEVC 4K Suporta OpenGL ES 2.0 | Mali400MP2 GPU @600MHz H.265/HEVC 4K Suporta OpenGL ES 2.0 | Mali400MP2 GPU @600MHz H.265/HEVC 4K Suporta OpenGL ES 2.0 | Mali450 Suporta OpenGL ES 2.0 | Mali400MP2 Suporta OpenGL ES 2.0 | Mali400MP2 Suporta OpenGL ES 2.0 |
| Memòria (SDRAM, compartida GPU) | 256MB/512MB DDR3 | 512MB DDR3 | 512MB DDR3 | 1GB DDR3 | 1GB DDR3 | 1GB DDR3 | 1GB DDR3 | 1GB DDR3 | 2GB DDR3 | 2GB DDR3 | 2GB DDR3 | 1GB DDR3 | 2GB DDR3 |
| Ranura Targeta SD               | Targetes Micro SD HC (Max. 32GB) | Targetes Micro SD HC (Max. 32GB) | Targetes Micro SD HC (Max. 32GB) | Targetes Micro SD HC (Max. 32GB) | Targetes Micro SD HC (Max. 32GB) | Targetes Micro SD HC (Max. 32GB) | Targetes Micro SD HC (Max. 32GB) | Targetes Micro SD HC (Max. 32GB) | Targetes Micro SD HC (Max. 32GB) | Targetes Micro SD HC (Max. 32GB) | Targetes Micro SD HC (Max. 32GB) | Targetes Micro SD HC (Max. 32GB) | Targetes Micro SD HC (Max. 32GB) |
| Port SATA                       | — | — | — | — | — | — | — | Més de 2TB | Més de 2TB | — | — | — | — |
| Flash Onboard (EMMC)            | — | — | — | — | 8GB | — | — | 8GB | 16GB | 16GB | — | — | — |
| Xarxa integrada (Ethernet RJ45) | 10/100M | 10/100M | — | 10/100M | 10/100M | 10/100M | 10/100M | 10/100/1000M | 10/100/1000M | 10/100/1000M | 10/100/1000M | 10/100/1000M | 10/100/1000M |
| WIFI integrada                  | XR819, IEEE 802.11 b/g/n | — | 802.11 b/g/n mòdul Realtek | — | 802.11 b/g/n mòdul Realtek | — | Realtek RTL8189ETV, IEEE 802.11 b/g/n | Realtek RTL8189ETV, IEEE 802.11 b/g/n | Realtek RTL8189ETV, IEEE 802.11 b/g/n | Realtek RTL8189ETV, IEEE 802.11 b/g/n | Realtek RTL8189ETV, IEEE 802.11 b/g/n | Realtek RTL8189ETV, IEEE 802.11 b/g/n | Realtek RTL8189ETV, IEEE 802.11 b/g/n |
| Entrada de Video                | — | Un conector de entrada para cámara tipo CSI Soporta 8-bit YUV422 CMOS sensor Soporta protocolo CCIR656 para NTSC y PAL Soporta SM pixel camera sensor Soporta captura de video a más de 1080p@30fps | Un conector de entrada para cámara tipo CSI Soporta 8-bit YUV422 CMOS sensor Soporta protocolo CCIR656 para NTSC y PAL Soporta SM pixel camera sensor Soporta captura de video a más de 1080p@30fps | Un conector de entrada para cámara tipo CSI Soporta 8-bit YUV422 CMOS sensor Soporta protocolo CCIR656 para NTSC y PAL Soporta SM pixel camera sensor Soporta captura de video a más de 1080p@30fps | Un conector de entrada para cámara tipo CSI Soporta 8-bit YUV422 CMOS sensor Soporta protocolo CCIR656 para NTSC y PAL Soporta SM pixel camera sensor Soporta captura de video a más de 1080p@30fps | Un conector de entrada para cámara tipo CSI Soporta 8-bit YUV422 CMOS sensor Soporta protocolo CCIR656 para NTSC y PAL Soporta SM pixel camera sensor Soporta captura de video a más de 1080p@30fps | Un conector de entrada para cámara tipo CSI Soporta 8-bit YUV422 CMOS sensor Soporta protocolo CCIR656 para NTSC y PAL Soporta SM pixel camera sensor Soporta captura de video a más de 1080p@30fps | Un conector de entrada para cámara tipo CSI Soporta 8-bit YUV422 CMOS sensor Soporta protocolo CCIR656 para NTSC y PAL Soporta SM pixel camera sensor Soporta captura de video a más de 1080p@30fps | Un conector de entrada para cámara tipo CSI Soporta 8-bit YUV422 CMOS sensor Soporta protocolo CCIR656 para NTSC y PAL Soporta SM pixel camera sensor Soporta captura de video a más de 1080p@30fps | Un conector de entrada para cámara tipo CSI Soporta 8-bit YUV422 CMOS sensor Soporta protocolo CCIR656 para NTSC y PAL Soporta SM pixel camera sensor Soporta captura de video a más de 1080p@30fps | Un conector de entrada para cámara tipo CSI Soporta 8-bit YUV422 CMOS sensor Soporta protocolo CCIR656 para NTSC y PAL Soporta SM pixel camera sensor Soporta captura de video a más de 1080p@30fps | Un conector de entrada para cámara tipo CSI Soporta 8-bit YUV422 CMOS sensor Soporta protocolo CCIR656 para NTSC y PAL Soporta SM pixel camera sensor Soporta captura de video a más de 1080p@30fps | Un conector de entrada para cámara tipo CSI Soporta 8-bit YUV422 CMOS sensor Soporta protocolo CCIR656 para NTSC y PAL Soporta SM pixel camera sensor Soporta captura de video a más de 1080p@30fps |
| Entrada d'àudio                 | Micròfon integrat | — | Micròfon integrat | Micròfon integrat | Micròfon integrat | Micròfon integrat | Micròfon integrat | Micròfon integrat | Micròfon integrat | Micròfon integrat | Micròfon integrat | Micròfon integrat | Micròfon integrat |
| Sortides de Vídeo               | Soporta placa externa via 13pins | Sortida HDMI amb HDCP Suporta HDMI CEC Suporta HDMI 30 function | Sortida HDMI amb HDCP Suporta HDMI CEC Suporta HDMI 30 function | Sortida HDMI amb HDCP Suporta HDMI CEC Suporta HDMI 30 function | Sortida HDMI amb HDCP Suporta HDMI CEC Suporta HDMI 30 function | Sortida HDMI amb HDCP Suporta HDMI CEC Suporta HDMI 30 function | Sortida HDMI amb HDCP Suporta HDMI CEC Suporta HDMI 30 function | Sortida HDMI amb HDCP Suporta HDMI CEC Suporta HDMI 30 function | Sortida HDMI amb HDCP Suporta HDMI CEC Suporta HDMI 30 function | Sortida HDMI amb HDCP Suporta HDMI CEC Suporta HDMI 30 function | Sortida HDMI amb HDCP Suporta HDMI CEC Suporta HDMI 30 function | Sortida HDMI amb HDCP Suporta HDMI CEC Suporta HDMI 30 function | Sortida HDMI amb HDCP Suporta HDMI CEC Suporta HDMI 30 function |
| Sortides de Vídeo               | — | — | — | Sortida CVBS (Jack d'Àudio/Video combinat) Suporta simultànias sortides de HDMI i CVBS | Sortida CVBS (Jack d'Àudio/Video combinat) Suporta simultànias sortides de HDMI i CVBS | Sortida CVBS (Jack d'Àudio/Video combinat) Suporta simultànias sortides de HDMI i CVBS | Sortida CVBS (Jack d'Àudio/Video combinat) Suporta simultànias sortides de HDMI i CVBS | Sortida CVBS (Jack d'Àudio/Video combinat) Suporta simultànias sortides de HDMI i CVBS | Sortida CVBS (Jack d'Àudio/Video combinat) Suporta simultànias sortides de HDMI i CVBS | Sortida CVBS (Jack d'Àudio/Video combinat) Suporta simultànias sortides de HDMI i CVBS | Sortida CVBS (Jack d'Àudio/Video combinat) Suporta simultànias sortides de HDMI i CVBS | Sortida CVBS (Jack d'Àudio/Video combinat) Suporta simultànias sortides de HDMI i CVBS | Sortida CVBS (Jack d'Àudio/Video combinat) Suporta simultànias sortides de HDMI i CVBS |
| Sortida d'Àudio                 | — | Sobre HDMI | Sobre HDMI | | | | | | | | | | |
| Alimentació                     | USB OTG pot donar alimentació | Connexió de corrient coaxial (No inclòs) (l'entrada USB OTG no dona alimentació) | Connexió de corrient coaxial (No inclòs) (l'entrada USB OTG no dona alimentació) | Connexió de corrient coaxial (No inclòs) (l'entrada USB OTG no dona alimentació) | Connexió de corrient coaxial (No inclòs) (l'entrada USB OTG no dona alimentació) | Connexió de corrient coaxial (No inclòs) (l'entrada USB OTG no dona alimentació) | Connexió de corrient coaxial (No inclòs) (l'entrada USB OTG no dona alimentació) | Connexió de corrient coaxial (No inclòs) (l'entrada USB OTG no dona alimentació) | Connexió de corrient coaxial (No inclòs) (l'entrada USB OTG no dona alimentació) | Connexió de corrient coaxial (No inclòs) (l'entrada USB OTG no dona alimentació) | Connexió de corrient coaxial (No inclòs) (l'entrada USB OTG no dona alimentació) | USB OTG i entrada de bateria poden donar alimentació | USB OTG i entrada de bateria poden donar alimentació |
| Ports USB 2.0                   | 1x HOST 1x OTG | 1x HOST 1x OTG | 2x HOST 1x OTG | 3x HOST 1x OTG | 3x HOST 1x OTG | 4x HOST 1x OTG | 4x HOST 1x OTG | 4x HOST 1x OTG | 4x HOST 1x OTG | 3x HOST 1x OTG | 3x HOST 1x OTG | 4x HOST 1x OTG | 4x HOST 1x OTG |
| Botons                          | Botó d'encesa | Botó d'encesa | Botó d'encesa | Botó d'encesa | Botó d'encesa Botó de recuperació Botó UBoot | Botó d'encesa Botó de recuperació Botó UBoot | Botó d'encesa Botó de recuperació Botó UBoot | Botó d'encesa Botó de recuperació Botó UBoot | Botó d'encesa Botó de recuperació Botó UBoot | Botó d'encesa Botó de recuperació Botó UBoot | Botó d'encesa Botón de recuperació | Botó d'encesa Botón de recuperació | Botó d'encesa Botón de recuperació |
| Perifèrics de baix nivell       | 26 Pins Header, compatible amb Raspberry Pi B+ 13 Pins Header, amb 2x USB, IR pin, AUDIO(MIC, AV)                                                            | 40 Pins Header, compatible amb Raspberry Pi B+ | 40 Pins Header, compatible amb Raspberry Pi B+ | 40 Pins Header, compatible amb Raspberry Pi B+ | 40 Pins Header, compatible amb Raspberry Pi B+ | 40 Pins Header, compatible amb Raspberry Pi B+ | 40 Pins Header, compatible amb Raspberry Pi B+ | 40 Pins Header, compatible amb Raspberry Pi B+ | 40 Pins Header, compatible amb Raspberry Pi B+ | 40 Pins Header, compatible amb Raspberry Pi B+ | 40 Pins Header, compatible amb Raspberry Pi B+ | 40 Pins Header, compatible amb Raspberry Pi B+ | 40 Pins Header, compatible amb Raspberry Pi B+ |
| GPIO(1×3) pin                   | — | — | — | UART, ground (massa). | UART, ground (massa). | UART, ground (massa). | UART, ground (massa). | UART, ground (massa). | UART, ground (massa). | UART, ground (massa). | UART, ground (massa). | UART, ground (massa). | UART, ground (massa). |
| LED                             | Led d'encesa Led d'estat | Led d'encesa Led d'estat | Led d'encesa Led d'estat | Led d'encesa Led d'estat | Led d'encesa Led d'estat | Led d'encesa Led d'estat | Led d'encesa Led d'estat | Led d'encesa Led d'estat | Led d'encesa Led d'estat | Led d'encesa Led d'estat | Led d'encesa Led d'estat | Led d'encesa Led d'estat | Led d'encesa Led d'estat |
| Altres                          | Receptor d'infrarrojos (IR) | — | Receptor d'infrarrojos (IR) | Receptor d'infrarrojos (IR) | Receptor d'infrarrojos (IR) | Receptor d'infrarrojos (IR) UBOOT | Receptor d'infrarrojos (IR) UBOOT | Receptor d'infrarrojos (IR) UBOOT | Receptor d'infrarrojos (IR) UBOOT | Receptor d'infrarrojos (IR) UBOOT | Receptor d'infrarrojos (IR) | Receptor d'infrarrojos (IR) | Receptor d'infrarrojos (IR) |
| Sistemes operatius suportats    | Android, Lubuntu, Debian, Raspbian, Armbian. IMPORTANT: Cada placa únicament (tret alguna excepció) suporta les distribucions específiquess d'aquesta placa. | Android, Lubuntu, Debian, Raspbian, Armbian. IMPORTANT: Cada placa únicament (tret alguna excepció) suporta les distribucions específiquess d'aquesta placa.                                        | Android, Lubuntu, Debian, Raspbian, Armbian. IMPORTANT: Cada placa únicament (tret alguna excepció) suporta les distribucions específiquess d'aquesta placa.                                        | Android, Lubuntu, Debian, Raspbian, Armbian. IMPORTANT: Cada placa únicament (tret alguna excepció) suporta les distribucions específiquess d'aquesta placa.                                        | Android, Lubuntu, Debian, Raspbian, Armbian. IMPORTANT: Cada placa únicament (tret alguna excepció) suporta les distribucions específiquess d'aquesta placa.                                        | Android, Lubuntu, Debian, Raspbian, Armbian. IMPORTANT: Cada placa únicament (tret alguna excepció) suporta les distribucions específiquess d'aquesta placa.                                        | Android, Lubuntu, Debian, Raspbian, Armbian. IMPORTANT: Cada placa únicament (tret alguna excepció) suporta les distribucions específiquess d'aquesta placa.                                        | Android, Lubuntu, Debian, Raspbian, Armbian. IMPORTANT: Cada placa únicament (tret alguna excepció) suporta les distribucions específiquess d'aquesta placa.                                        | Android, Lubuntu, Debian, Raspbian, Armbian. IMPORTANT: Cada placa únicament (tret alguna excepció) suporta les distribucions específiquess d'aquesta placa.                                        | Android, Lubuntu, Debian, Raspbian, Armbian. IMPORTANT: Cada placa únicament (tret alguna excepció) suporta les distribucions específiquess d'aquesta placa.                                        | Android, Lubuntu, Debian, Raspbian, Armbian. IMPORTANT: Cada placa únicament (tret alguna excepció) suporta les distribucions específiquess d'aquesta placa.                                        | Android, Lubuntu, Debian, Raspbian, Armbian. IMPORTANT: Cada placa únicament (tret alguna excepció) suporta les distribucions específiquess d'aquesta placa.                                        | Android, Lubuntu, Debian, Raspbian, Armbian. IMPORTANT: Cada placa únicament (tret alguna excepció) suporta les distribucions específiquess d'aquesta placa.                                        |
| Orange Pi                       | Zero | One | Lite | PC | PC Plus | Mini 2 | 2 | Plus | Plus2 | Plus 2E | Prime | WinPlus | Win Plus |